# Макассаровое масло

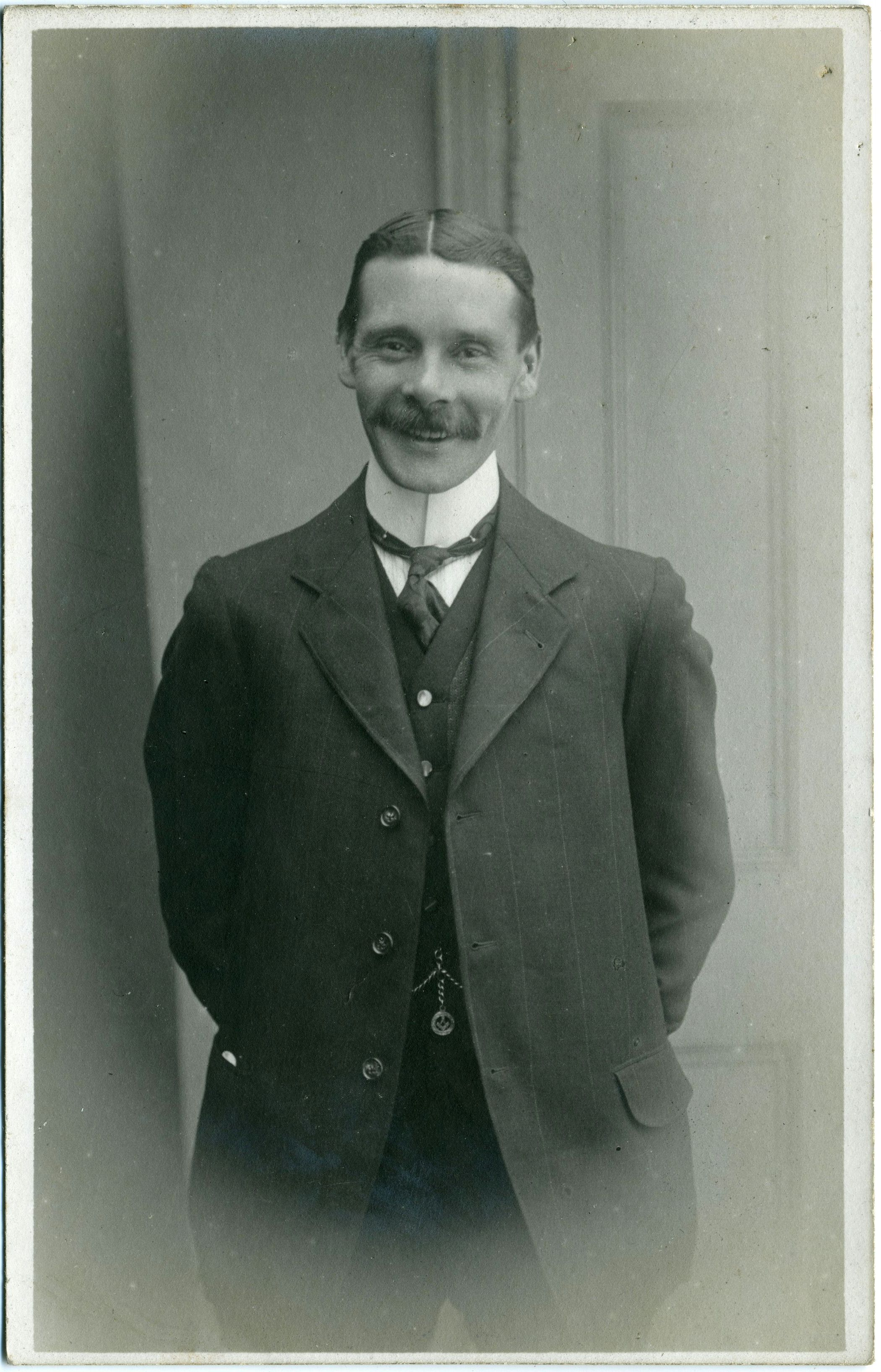
Фото мужчины, волосы которого уложены с помощью макассарового масла, 1903—1914 годы

Мака́ссаровое масло — растительное масло серого цвета, употребляемое как специфическое средство для ращения и укладки волос. Было особо популярно у мужчин Англии XIX и начала XX веков в качестве кондиционера для волос.
Макассаровое масло представляет собой смесь различных растительных масел. Так, в состав этого средства входит: кокосовое или пальмовое масло (базовое вещество), эфирное масло иланг-иланг, кукурузное масло, репейное масло и комплекс витаминных веществ. Своё название средство получило в честь города Макассар в Индонезии, где добывались ингредиенты для макассарового масла (изначально это был цейлонский дуб или макассаровое дерево — Schleichera oleosa). Масло экспортировалось в Англию, где его ароматизировали и продавали как полезную мазь для волос, а также рекламировали как средство от облысения.
Поэт Джордж Байрон в своей эпической поэме «Дон Жуан» упоминает макассаровое масло: «Я б мог сравнить её высокий дар. С твоим лишь маслом, дивный Макассар!». В песне Белого Рыцаря в восьмой главе книги Кэрролла «Алиса в Зазеркалье» упоминается как «Макассарское масло Роланда».
Это масло довольно жирное и плохо высыхает. По мере распространения моды на эту мазь домохозяйкам приходилось покрывать подголовники мягкой мебели специальными салфетками, чтобы на обивке не оставалось масляных пятен. Со временем такие тканевые или бумажные салфетки стали называть антимакассарами. Такой аксессуар мебели используют на подголовниках сидений самолётов, поездов и автобусов.